# Сьеница
Сье́ница (серб. Сјеница) — город в Сербии. Находится на плоскогорье Пештер, на реке Увац, правом притоке реки Лим (бассейн Дрины) Административный центр общины Сьеница в Златиборском округе.
В церковном отношении относится к Милешевской епархии Сербской православной церкви.
Сьеницкая котловина окружена горами Голия, Озрен-Планина, Гилева-Планина, Ядовник-Планина, Явор.

## История
В Средние века Сеница (ст.‑слав. Сънице, лат. Senica) — торговая площадь и караван-сарай на важном торговом пути Рагуза (Дубровник) — Ниш (так называемой дубровницкой дороге), по которой дубровчанами велась сухопутная караванная торговля.
Относился к Новипазарскому санджаку Косовского вилайета. По решению Берлинского конгресса 1878 года, Австро-Венгрия получила право ввести в Новипазарский санджак, который оставался за Османской империей, свои гарнизоны, в города Приеполе, Плевля и Прибой. Весной 1880 года из его состава турки выделили Плевальский санджак (с казами Плевля, Приеполе) с целью
не допустить дальнейшего проникновения Австро-Венгрии вглубь Османской империи. «Остаток» Новипазарского санджака сохранил свое имя, но центр его перенесли в Сьеницу. В 1901 году Новипазарский санджак окончательно расформирован, в 1902 году из каз Сьеница, Биело-Поле, Нова-Варош и Вранеш (Дольний Колашин) создан Сьеницкий санджак.